# Ry (Beamter)
Ry war ein altägyptischer Würdenträger am Ende der 18. oder am Beginn der 19. Dynastie (Neues Reich).
Ry ist vor allem von den Blöcken in seiner Grabanlage aus Sakkara bekannt, die im Laufe des 19. Jahrhunderts gefunden wurden und in verschiedene Museen der Welt gelangten. Ein Großteil von ihnen gelangte in das Ägyptische Museum in Berlin. Ry trug die Titel Haupt der Bogenschützen und Vorsteher der Pferde. Er war damit ein wichtiger Mann in der Militärhierarchie.
Sein Grab wurde 2013 in Sakkara gefunden, doch war nur wenig von der einstigen Dekoration erhalten. Der Name des Grabbesitzers war nicht überliefert. Erst ein Vergleich der erhaltenen Dekorationselemente mit Reliefs in verschiedenen Museen machten die Identifizierung des Grabinhabers möglich. Die Grabanlage des Ry besteht aus einem Hof, der etwa 8 mal 8 Meter groß ist. Auf der Ostseite liegt der Eingang, auf der Westseite findet sich ein Eingang zu einer kleinen Grabkapelle. Der Hof hat einen Grabschacht, der zur Grabkammer führt. Die aus Lehmziegeln errichtete Grabkapelle war einst mit Kalksteinblöcken dekoriert. Sie zeigen Opfergabenträger, aber auch Ry und seine Gemahlin Maia am Opfertisch. Ein anderes Fragment (Berlin) zeigt ihn vor einer Gottheit. An der Westseite stand in einer Nische eine Stele, die sich heute in Berlin befindet.